# Druk Air
Druk Air, tên thương mại là Drukair - Royal Bhutan Airlines (mã IATA =KB, mã ICAO = DRK) là hãng hàng không quốc gia của Bhutan, trụ sở tại Paro. Hãng có căn cứ ở Sân bay Paro và có các tuyến bay tới 5 quốc gia lân cận.

## Lịch sử
Druk Air được thành lập ngày 5.4.1981 và bắt đầu hoạt động từ ngày 14.1.1983 bằng 1 máy bay hiệu "Dornier Do 228" có 18 chỗ ngồi, bay từ Paro tới Kolkata (trước kia là Calcutta, Ấn Độ) và Dhaka (Bangladesh). Tháng 11 năm 1988 hãng có máy bay phản lực BAe 146, có thể bay tới New Delhi, Bangkok và Kathmandu. Ngày 31.10.2004, hãng có máy bay Airbus A319.
Hiện nay, hãng do "Druk Holding and Investments Limited" sở hữu

## Các nơi đến
- Bangladesh

- Dhaka

- Bhutan

- Paro

- Ấn Độ

- Gaya
- Kolkata
- New Delhi

- Nepal

- Kathmandu

- Thái Lan

- Bangkok

- Việt Nam

Tp.Hồ Chí Minh
Hiện hãng cũng đang có kế hoạch mở các tuyến bay mới tới Dubai (Các Tiểu vương quốc Ả rập Thống nhất), Hồng Kông và Singapore.

## Đội bay
Tính tới tháng 5 2022, đội bay của Drukair bao gồm:
- 2 Airbus A319-100
- 1 Airbus A320neo
- 1 ATR 42-600

## Đội bay đã nghỉ hưu
- Dornier 228
- BAe 146-100
- 1 ATR 42-500